# Ilka Held
Ilka Held (* 6. Februar 1979 in Magdeburg) ist eine ehemalige deutsche Handballspielerin.
Die 1,76 m große Spielmacherin begann im Alter von zehn Jahren mit dem Handballspielen. Sie stand von  Februar 2005 bis Juni 2010 beim TV Beyeröhde unter Vertrag und erreichte dort 2007 den Aufstieg in die Bundesliga.
Held ist mit dem Handballspieler Alexander Oelze liiert.